# Synode des évêques pour le Moyen-Orient
Le synode des évêques pour le Moyen-Orient est une assemblée spéciale du Synode des évêques consacrée au Moyen-Orient qui s'est tenue à Rome du 10 au 24 octobre 2010, à la demande du pape Benoît XVI. Son thème, « Communion et témoignage », portait sur la situation et l'avenir des Églises catholiques orientales.
Lors de la messe de clôture du synode, Benoît XVI a annoncé la tenue en 2012 du Synode des Évêques sur la nouvelle évangélisation pour la transmission de la foi chrétienne.